# 倭姫命

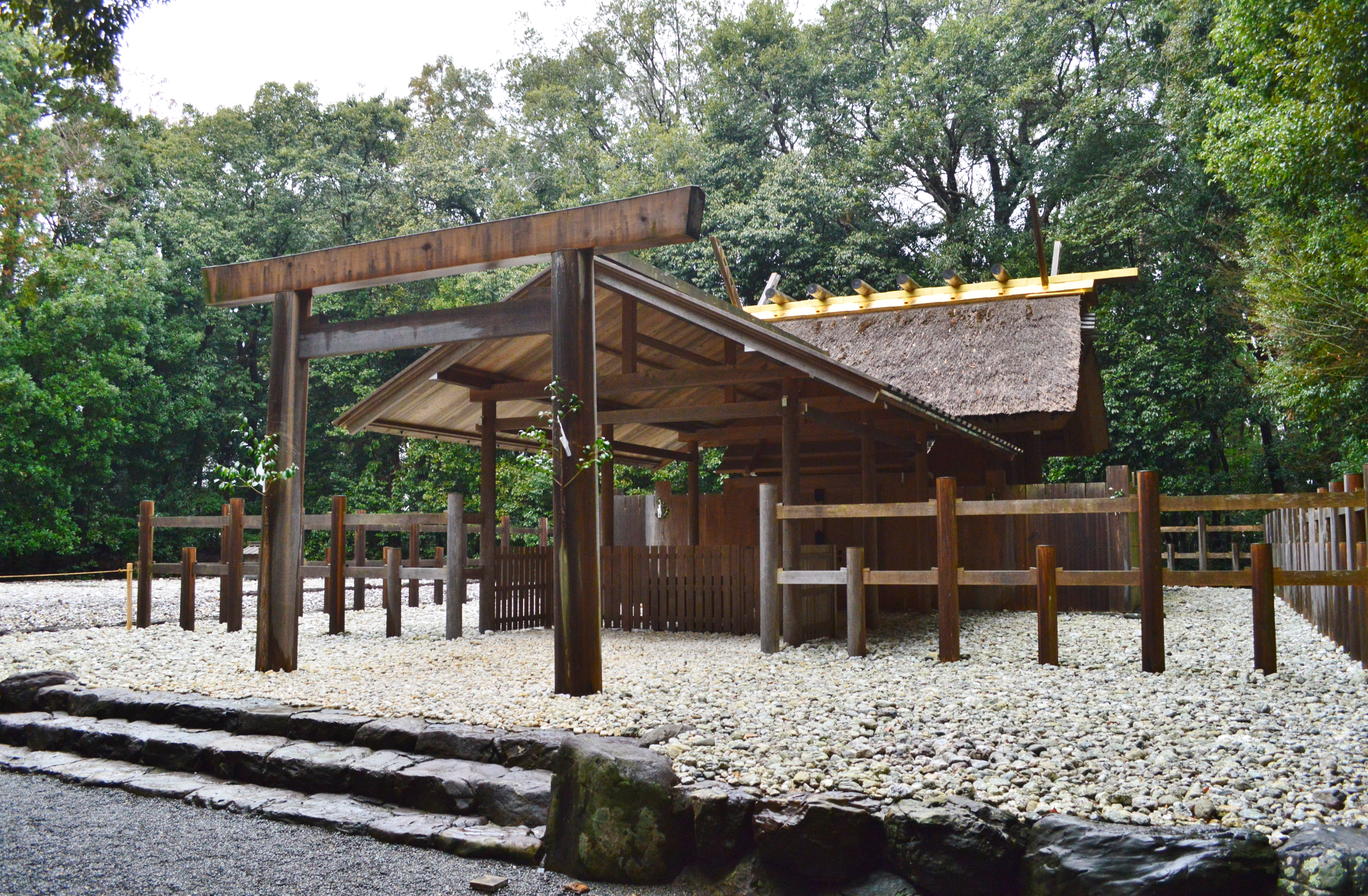
倭姫命を祀る倭姫宮（三重県伊勢市）

倭姫命（やまとひめのみこと、生没年不詳）は、記紀等に伝わる古代日本の皇族。『日本書紀』では「倭姫命」、『古事記』では「倭比売命」と表記される。
第11代垂仁天皇の第四皇女で、母は皇后の日葉酢媛命。垂仁天皇25年3月丙申に天照大神を伊勢の地に祀ったとされ（現在の伊勢神宮）、斎宮の伝説上の起源とされる人物である。

## 経歴
第10代崇神天皇の皇女豊鍬入姫命の跡を継ぎ、天照大神の御杖代として大和国から伊賀・近江・美濃・尾張の諸国を経て伊勢の国に入り、神託により皇大神宮（伊勢神宮内宮）を創建したとされる（御杖代は依代として神に仕える者の意味であるが、ここでは文字通り「杖の代わり」として遷幸を助ける意味も含まれる。ちなみに、倭姫命が伊勢神宮を創建するまでに天照大神の神体である八咫鏡を順次奉斎した場所は「元伊勢」と呼ばれる）。
後に第12代景行天皇の五百野皇女に後を継がせ、東夷の討伐に向かう日本武尊（尊は倭姫命の甥王にあたる）に草薙剣を与えている。伊勢では、伊勢の地に薨じ、尾上御陵（おべごりょう）に埋葬されたと伝える。伊勢の地で天照大神を祀る最初の皇女と位置づけられ、これが制度化されて後の斎宮となった。
伊勢神宮を創祀したときの天照大神から倭姫命への神託は『日本書紀』に次のように載せる。
意味は、伊勢は常世の国からの波が何重も寄り来る国であり、辺境ではあるが美しい国なのでこの国に鎮座しよう、ということである。

## 墓

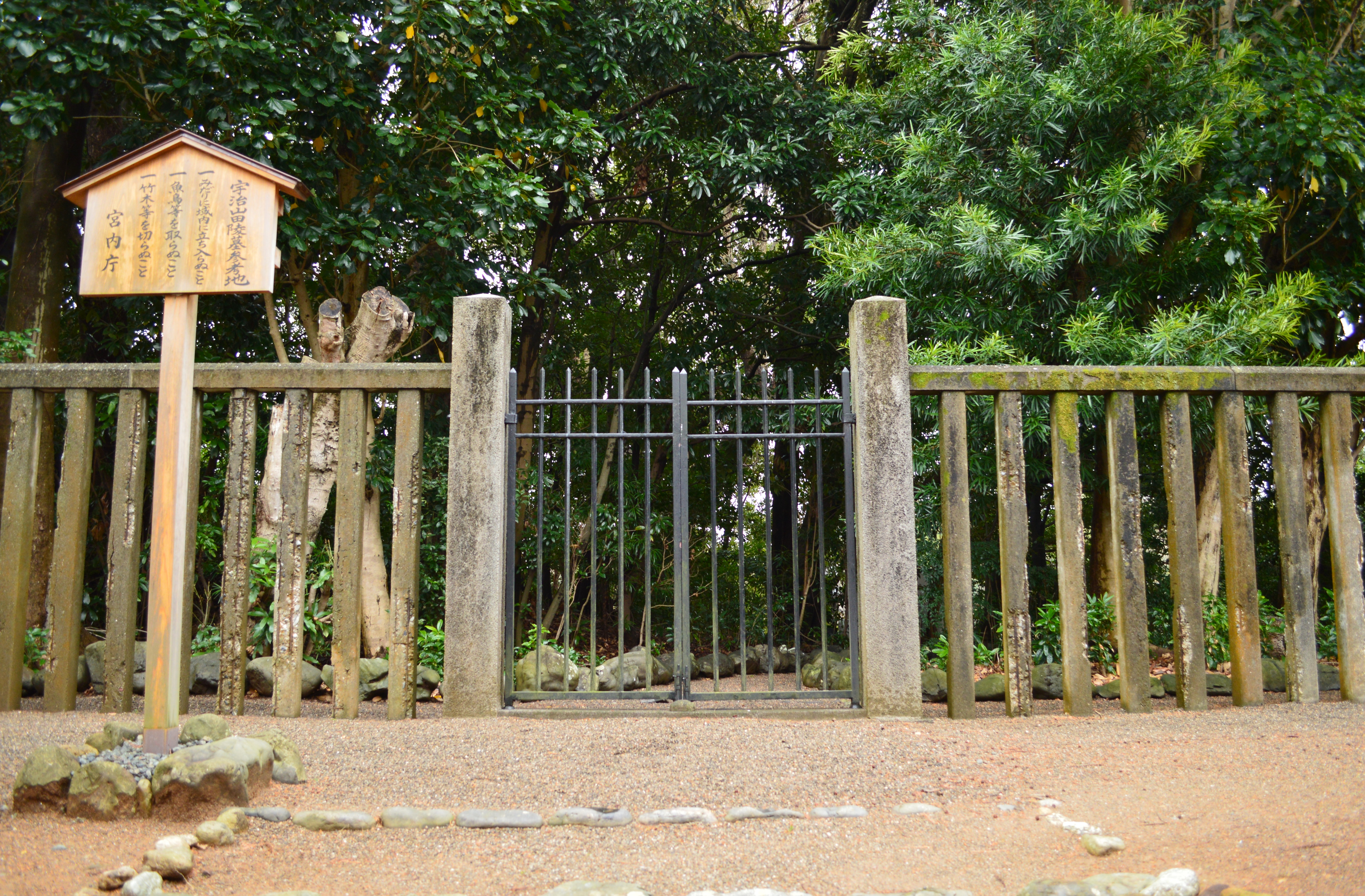
宇治山田陵墓参考地
（三重県伊勢市）

倭姫命に関して、宮内庁による治定墓はない。ただし、三重県伊勢市倭町にある宮内庁の宇治山田陵墓参考地（うじやまだりょうぼさんこうち、北緯34度29分15.47秒 東経136度43分15.22秒）では、倭姫命が被葬候補者に想定されている。遺跡名は「尾部古墳」で、方墳である。通称は「尾上御陵」・「倭姫命御陵」。
この尾部古墳は、伊勢神宮の内宮（皇大神宮）と外宮（豊受大神宮）との中間に位置する間の山（あいのやま）に位置する。永保2年（1082年）の書写奥書のある『高庫蔵等秘抄』にはすでに尾部の御陵の記事が見られ、江戸時代初期の『神風小名寄』・『太神宮神道或問』などでは倭姫御陵として見える。また『尾部御陵起源』によれば明治年間に発掘されて銅環・鈴・須恵器などが出土したというほか、1921年（大正10年）の実測図によれば墳丘は方形で横穴式石室が南方向に開口した（現在は非開口）。その後、1928年（昭和3年）10月に宮内省により陵墓参考地に治定され、現在は宮内庁により管理されている。
なお、隣接する倉田山では1923年（大正12年）に内宮別宮の倭姫宮が創建され、倭姫命が祀られている。

## 考証
倭姫命を『三国志』魏志倭人伝に載せる邪馬台国女王の卑弥呼に比定する説がある。これは、命が神を祀る役目を負っていたことに由来する。『日本書紀』の年代に従えば、豊鍬入姫命の後を継いだ時は10歳以下の少女であり、五百野皇女に後を継がせた時は100歳前後、日本武尊に草薙剣を与えた時は120歳前後であったことになる。また書紀が記す一書（異伝）では倭姫命が最初の御杖代であり、丁巳年（垂仁天皇26年）10月甲子に伊勢の渡遇宮に遷ったとする。